# Arisaema rubrirhizomatum
Arisaema rubrirhizomatum är en kallaväxtart som beskrevs av Hen Li och Jin Murata. Arisaema rubrirhizomatum ingår i släktet Arisaema och familjen kallaväxter. Inga underarter finns listade.